# Caserma Podgora

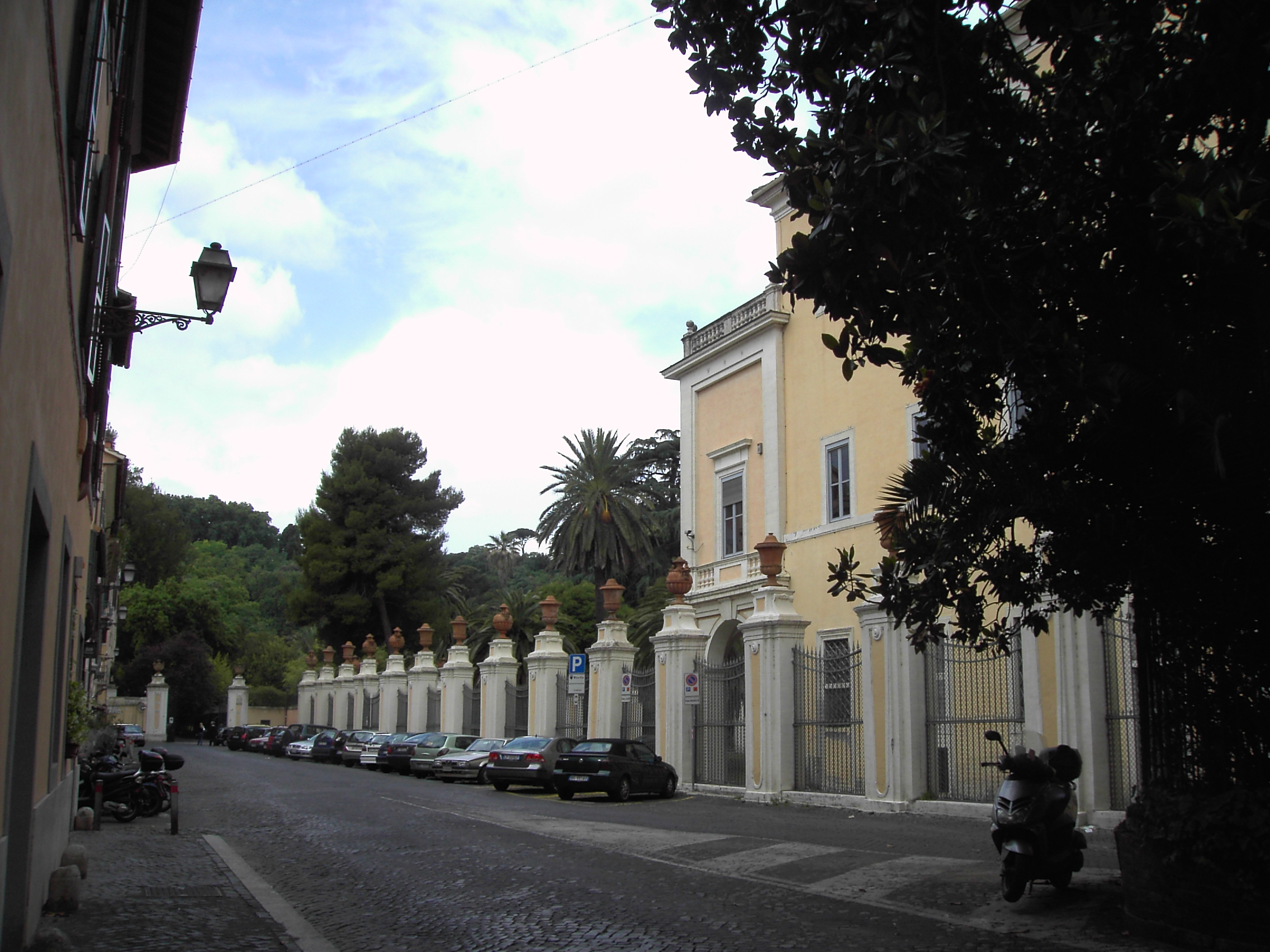
Ingresso presso l'orto botanico, di fianco al quale è largo Cristina di Svezia

La Caserma Podgora è un edificio militare sito a Roma nel quartiere Trastevere; è in uso all'Arma dei Carabinieri dal 1952.
Il complesso dei differenti corpi di fabbrica di diverse epoche occupano un comprensorio delimitato a sud dalla via Garibaldi - che sale verso San Pietro in Montorio, quindi al Fontanone per poi giungere all'inizio della passeggiata del Gianicolo - mentre a ovest e a nord, alle pendici del colle Gianicolo, confina con l'orto botanico dell'Università "La Sapienza" e a est, con via Corsini, via della Lungara e via di Porta Settimiana.
La Caserma è ripartita in due grandi aree denominate "Podgora Alta", accessibile dall'ingresso di via Garibaldi e "Podgora Bassa" con l'ingresso storico, che riporta la scritta "Caserma Podgora", in largo Cristina di Svezia, nell'area di Trastevere ove la famosa regina svedese aveva stabilito la sua residenza romana.
La denominazione della Caserma si ispira alla battaglia del Podgora, uno degli eventi della prima guerra mondiale sul fronte italiano, combattuta dai Carabinieri Reali il 19 luglio 1915 sul monte Podgora.
Oggi nella Caserma "Podgora" hanno sede il Comando Interregionale Carabinieri "Podgora" - con giurisdizione sulle Legioni Carabinieri Lazio, Umbria, Marche, Toscana e Sardegna - e gli organi logistici del Comando Legione Carabinieri "Lazio".

## Storia

### La situazione politico militare di Roma nel XVIII secolo

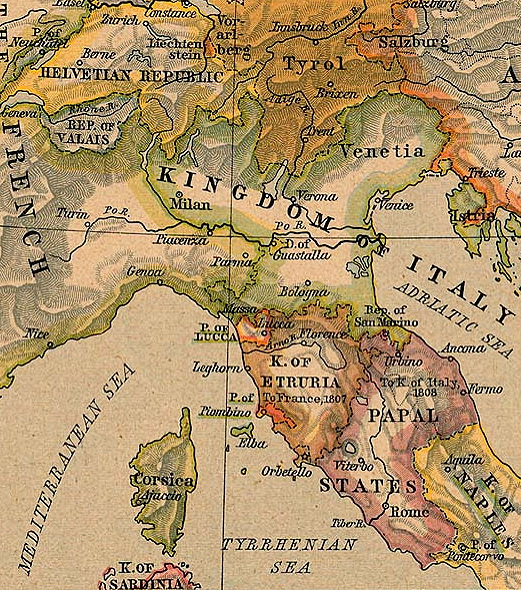
Lo Stato della Chiesa nel 1806

Il nucleo originario del complesso iniziò a essere realizzato nel 1742.
Nella prima metà del XVIII secolo la situazione politico-militare dello Stato pontificio era quanto mai confusa a causa delle truppe austriache e spagnole che percorrevano il territorio del regno di papa Benedetto XIV, senza alcun riguardo per la neutralità pontificia. Tale situazione si ripercuoteva ovviamente sulle condizioni dei sudditi pontifici accentuandone la miseria, accrescendone la disoccupazione, rendendo malsicure le strade preda della delinquenza. Per contenere il dilagante fenomeno, Benedetto XIV rivolse subito la sua attenzione al miglioramento delle finanze, assai scosse. Tra i provvedimenti ritenuti più urgenti, venne adottata la carta da bollo e vennero tassati ulteriormente i consumi di calce, porcellana, sale, vino e paglia.

### La costruzione della fabbrica del tabacco
Nel quadro delle iniziative intese ad alleviare dalla miseria la classe più umile e ridurre la disoccupazione, il Papa programmò di impiantare magazzini e aprire fabbriche, facilitando anche l'iniziativa privata. Fu così che nel 1742 concesse ai fratelli Liborio e Giovanni Michilli l'appalto generale del tabacco e acquavite di Roma e dello Stato ecclesiastico, escluse le legazioni di Bologna e Ferrara. A richiesta degli appaltatori, Benedetto XIV concesse anche l'uso dell'acqua Paola per "riuscire di fare li molini da macinare il tabacco a forza d'acqua" e autorizzò la vendita di alcune casette esistenti nella Piazza delle Fornaci (odierna Via Garibaldi) in cui doveva sorgere la nuova costruzione dell'edificio dei tabacchi. Al progetto partecipò Luigi Vanvitelli che negli atti relativi si firma "Luigi Vanvitelli Architetto per parte dell'Ill.mi Signori Bonamici e Michilli nuovi Appaltatori del tabacco e acquavite". La costruzione della nuova fabbrica e la demolizione delle vecchie abitazioni ebbe inizio nel luglio 1743 ed ebbe termine nel 1744, come si evince dalla targa marmorea apposta nel portico di accesso al secondo cortile della caserma interregionale. La sede interregionale si estende su tutta l'area già occupata dalla fabbrica del tabacco la cui antica struttura è rimasta pressoché inalterata sia nella facciata, sia nel Cortile d'onore.

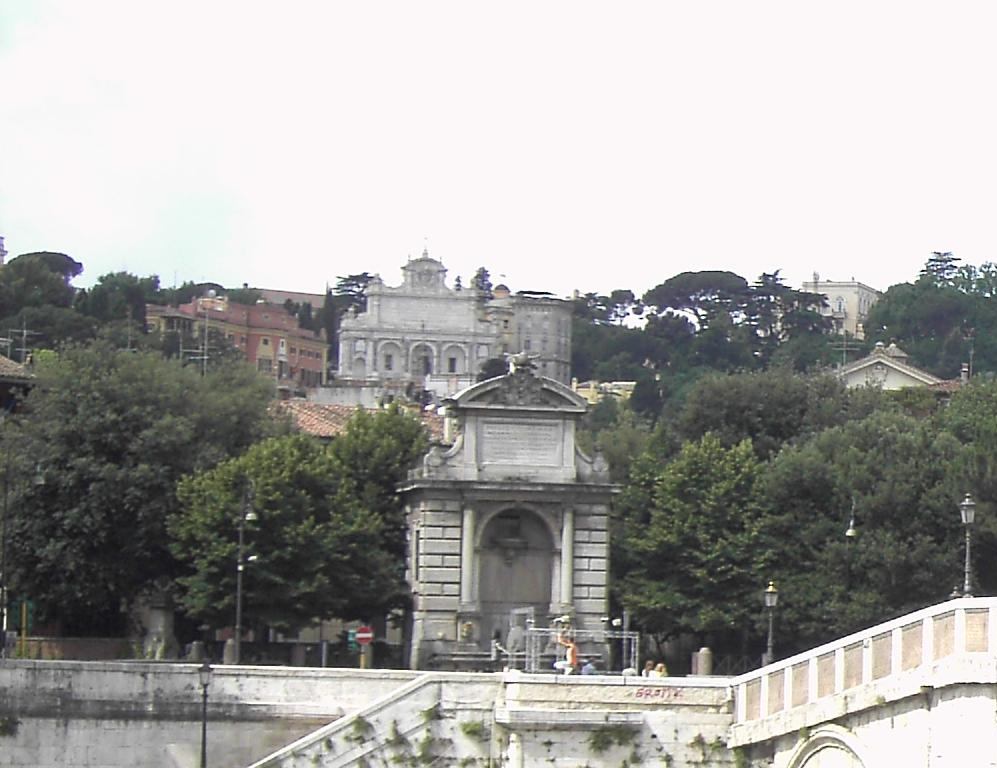
Infilata dei Fontanoni dell'Acqua Paola al Gianicolo ed a Ponte Sisto

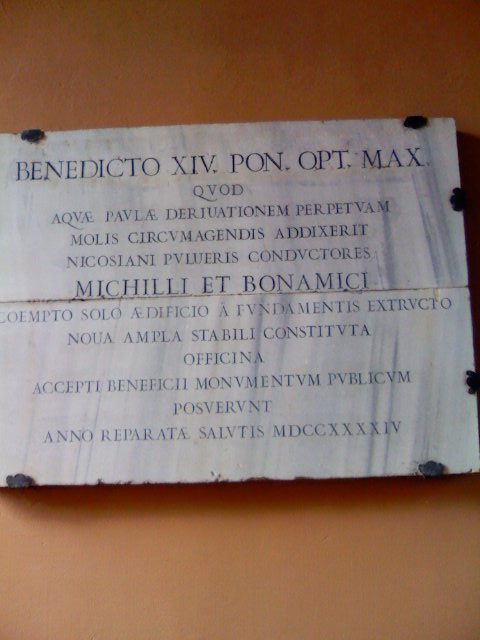
Lapide commemorativa di concessione dell'acqua Paola per la fabbrica del tabacco

La fabbrica del tabacco in breve tempo ebbe un notevole sviluppo. Nel 1753, scaduto il contratto di appalto di Michilli e Bonamici, l'appaltò venne ceduto al Capitano Domenico Antonio Zaccardini, Appaltatore generale per tutto lo Stato pontificio.
La fabbrica nel 1755 venne poi ceduta dai Michilli alla Dataria apostolica che proprio in quel periodo investiva in acquisti di fabbriche e di ospizi la gran parte dell'indennizzo che lo Stato pontificio aveva ricevuto dalla Spagna in conseguenza del Concordato del 1753 fatto sulla provvista dei benefizi. La fabbrica, passata di proprietà alla Dataria apostolica, continuò la sua attività specializzandosi nella lavorazione del tabacco grezzo e in particolare del "Rape di S. Vincenzo". Nel 1758 il Pontefice abolì la privativa dell'appalto, che venne ripristinata solo dopo il Trattato di Tolentino, nel 1809.

### Costruzione di altri stabili
Sempre nel 1744, sotto gli auspici di Benedetto XIV, venne eretto anche un altro edificio adiacente a quello della fabbrica dei tabacchi, per essere destinato a ricovero femminile dedicato alla Vergine Assunta.
Nel 1777 Pio VI acquistò tale edificio al fine di ampliare la sede del Conservatorio Pio, il cui scopo era "ricoverare ed educare fanciulle povere, figlie del popolo, orfane di entrambi i genitori, o che si trovino senza i mezzi da potersi mantenere". Nel 1801 il Conservatorio Pio era la fabbrica che a Roma lavorava il maggior numero di pezze: 970 all'anno.
Nel 1820 lo stesso Pontefice ordinò l'ampliamento dell'edificio mediante l'assorbimento della fabbrica del tabacco. Nel 1845 il Conservatorio Pio affittò il lanificio per 99 anni al Marchese Giovan Battista Guglielmi. Gli affari però, dopo un iniziale periodo di prosperità, iniziarono ad andare male e così nel 1876 l'azienda fu dichiarata fallita.
Il 20 settembre 1870, durante i combattimenti per la presa di Roma, l'edificio aveva subito molti danni, per i quali il Conservatorio Pio iniziò una pratica per ottenere il risarcimento dei danni da parte del Governo italiano.

### Dopo l'unità d'Italia
Il 22 marzo 1880 l'intero complesso fu venduto al patrimonio dello Stato per 375.000 lire italiane. Il complesso dell'immobile fu diviso in due parti. Gli edifici vennero consegnati in un primo tempo al Ministero della pubblica istruzione per essere utilizzati come "Istituto di medicina e chirurgia" che ebbe vita dal 1881 al 1905.
Dal 1906 al 1919 il Ministero degli Affari dell'Interno, che aveva ripreso in carico i fabbricati, li destinò in parte alla Scuola allievi guardie di città. Subito dopo la prima guerra mondiale, il governo Nitti ritenne necessario potenziare la pubblica sicurezza dandogli un assetto prettamente militare. Fu così istituita la "Regia Guardia per la Pubblica Sicurezza" che si differenziava dal vecchio "Corpo delle Guardie di Città" per la sua appartenenza alle forze militari dello Stato.
In conseguenza di tali provvedimenti, anche reparti della Regia Guardia e dell'Arma dei Carabinieri occuparono il complesso che tornò a essere caserma del "Corpo degli Agenti di Pubblica Sicurezza" con la ricostituzione di tale Corpo.
Nel tardo pomeriggio del 25 luglio 1943, Benito Mussolini, proveniente da Villa Savoia, venne portato qui a bordo di un'ambulanza dopo essere stato deposto dal re Vittorio Emanuele III e arrestato. Dopo alcune ore fu trasferito nella caserma di Via Legnano, a Prati.

### Dopoguerra
Dal 22 aprile 1951 la seconda parte del complesso, con accesso da Via Garibaldi, venne dismessa dal Ministero dell'Interno e ceduta al Ministero della Difesa-Esercito. Quest'ultimo la destina, a sua volta, alla costituenda Scuola di applicazione dell'Arma dei carabinieri, che vi si insedia il 1º novembre 1952 restandovi fino al 1º novembre 1976.
Il 31 gennaio 1977 l'edificio diviene sede del Comando Legione Carabinieri Roma, dal 2 maggio 1995 diverrà la sede della 2ª Divisione carabinieri "Podgora", successivamente trasformata in "Comando interregionale carabinieri "Podgora".

## Bibliografia

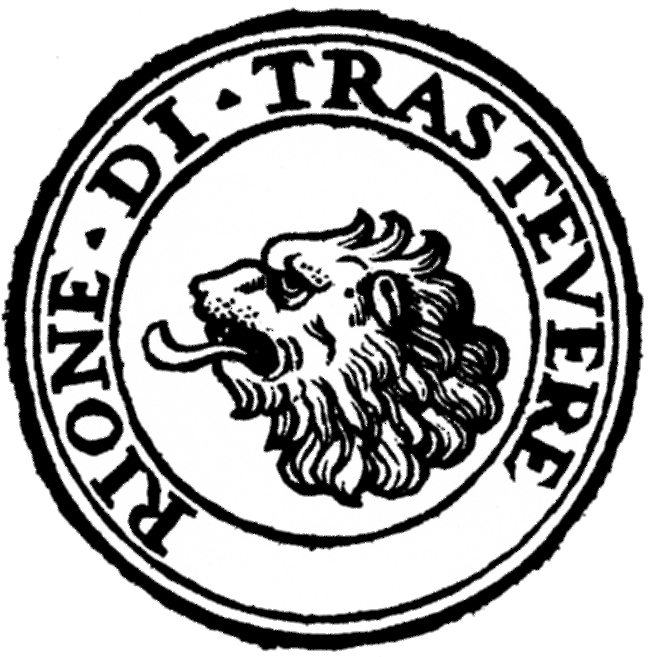
Stemma del rione